# Внуковка
Внуковка — деревня в составе Булгаковского сельского поселения в Кочкуровском районе республики Мордовия.

## География
Находится на расстоянии примерно 6 километров по прямой на запад от районного центра села  Кочкурово.

## История
Известна с 1869 года как  владельческая деревня Саранского уезда из 50 дворов, название дано по бывшим владельцам.

## Население
Постоянное население составляло 40 человек (русские 87%) в 2002 году, 26 в 2010 году .